# Chiesa di Sant'Anna (San Francisco)
La chiesa di sant'Anna è un luogo di culto cattolico di San Francisco, situato nel Sunset District. È una delle quattro chiese cattoliche del distretto e si trova nella parte conosciuta come Inner Sunset, vicino al Golden Gate Park e al campus di medicina dell'Università della California. La chiesa è visibile da quasi tutte le parti della città e un tram MUNI si ferma nei pressi della chiesa. Ogni anno, i parrocchiani celebrano una messa terminante con una novena in onore della loro santa patrona, a cui segue una processione intorno al quartiere.

## Storia
Una prima parrocchia fu pensata nel 1904 nel quartiere Sunset, originariamente conosciuto come "Outside Lands", che era interamente costituito da dune di sabbia, le stesse che oggi caratterizzato Ocean Beach. Il primo edificio, una piccola struttura in legno, fu costruito nel 1905 su un terreno donato dalla signora Jane Callahan. La chiesa, che ospitava fino a 450 persone, fu distrutta dal terremoto di San Francisco del 1906. Nonostante la chiesa fosse stata ricostruita ed ampliata per accogliere il crescente numero di parrocchiani, è apparsa evidente la necessità di una nuova struttura. I lavori, iniziati nel 1930, terminarono pochi anni dopo, nel 1932, quando la chiesa fu anche consacrata dall'Arcivescovo John Joseph Mitty.

## Descrizione
La chiesa si distingue per la sua architettura romanica con tratti neoromanici, per l'imponente cupola, le torri campanarie diverse l'una dall'altra, il grande rosone, e il fregio che adorna l'ingresso sulla facciata anteriore. Dal 1920 vi è la scuola parrocchiale che fornisce ancora istruzione a molti bambini del quartiere.
Oltre che in inglese, vengono celebrate funzioni anche in arabo e cantonese.